# تشانغ تشونغ (لاعب كرة قدم)
تشانغ تشونغ (بالصينية: 張翀) هو لاعب كرة قدم صيني، ولد في 25 نوفمبر 1987 في داليان في الصين. لعب مع داليان ييفانغ ونادي داليان شيده.

## وصلات خارجية
- تشانغ تشونغ على موقع قاعدة بيانات كرة القدم.إي يو (الإنجليزية)
- تشانغ تشونغ على موقع Soccerway.com (الإنجليزية)